# Staunton, Indiana
Staunton är en småstad (town) i Clay County i den amerikanska delstaten Indiana med en yta av 0,9 km² och en folkmängd, som uppgår till 550 invånare (2000).